# François Nordmann

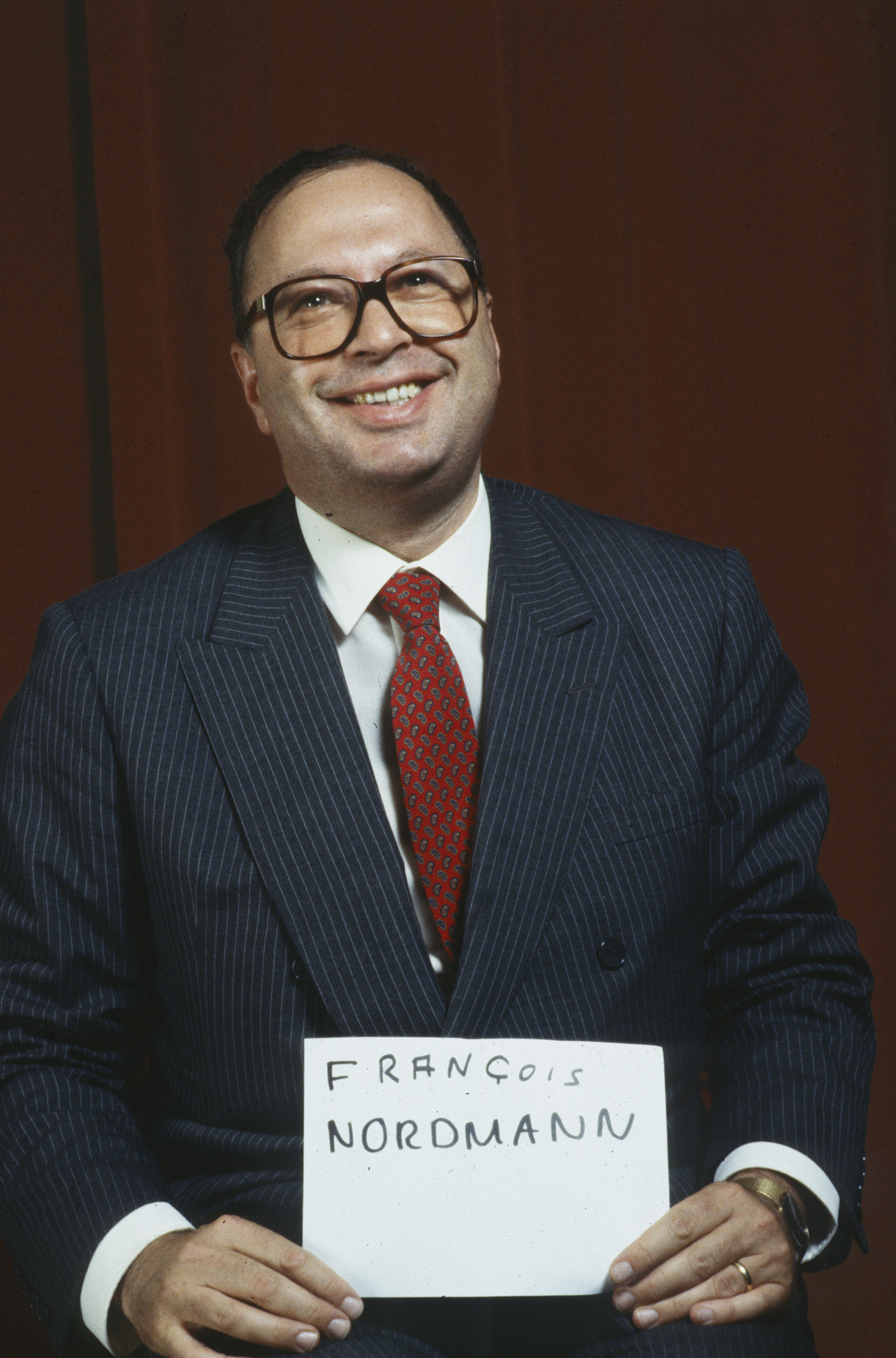
François Nordmann (1984)

François Nordmann (* 1942 in Freiburg im Üechtland; heimatberechtigt in Freiburg und Seuzach) ist ein Schweizer Diplomat. Nordmann gilt nach Meinung der NZZ als «Koryphäe der Schweizer Diplomatie».

## Familie und Arbeit
Die Familie Nordmann stammt aus dem elsässischen Hégenheim und ist seit Ende des 19. Jahrhunderts mit mehreren Zweigen in Biel, Genf, Olten und Freiburg in der Schweiz vertreten. Vorfahren seiner Familie hatten wichtige Ämter innerhalb des Rabbinats Hégenheim inne.
Er ist Sohn von Jean Nordmann, Präsident des Schweizerischen Israelitischen Gemeindebundes, des Dachverbands der Swiss Federation of Jewish Communities, und der Bluette Otschakowsky (1919 bis 2010). François hat einen Bruder namens Claude.
Nordmann ging zunächst auf das Kollegium St. Michael in Freiburg, um dann Jura zu studieren, zuerst an der heimatlichen Universität Freiburg, anschliessend am Hochschulinstitut für internationale Studien und Entwicklung in Genf. Er schloss sein Studium mit dem Lizenziat der Rechte ab. Ab Mai 1971 war er beim Eidgenössischen Departement für auswärtige Angelegenheiten angestellt. Seine ersten Einsatzorte als Stagiaire waren Bern und London. In den späten 1970er Jahren war er Mitarbeiter des Politischen Sekretariats, dann diplomatischer Sekretär. 1980 erhielt er als Botschaftsrat der Ständigen Beobachterkommission das Mandat bei den Vereinten Nationen in New York. Ab 1984 war er Botschafter der Schweiz in Mittelamerika für Guatemala, Costa Rica, Honduras, Nicaragua, El Salvador und Panama.
Ab 1987 war er wieder in Europa, wo er zunächst zum Chef der Ständigen Delegation der Schweiz bei der UNESCO in Paris ernannt wurde. Es folgten die Stationen als Direktor der Direktion für Internationale Organisationen, 1994 Botschafter in Grossbritannien, 1999 Botschafter und Chef der Ständigen Mission der Schweiz bei den Internationalen Organisationen in Genf und ab 2002 Botschafter in Frankreich. 2007 schied Nordmann aus dem aktiven Dienst aus. In seiner Funktion bei der UNESCO setzte er sich 1994 für die Einrichtung des Sitzes des GATT in Genf statt in Bonn und sechs Jahre später für die Aufrechterhaltung dieses Sitzes in Genf ein.

## Ruhestand
Auch nach seiner aktiven Dienstzeit engagiert sich Nordmann weiter für die Zivilgesellschaft. Neben anderen Aufgaben war er 2016 bis 2018 Präsident des Internationalen Filmfestivals Freiburg. Ihm folgte Mathieu Fleury. Darüber hinaus schreibt er in der Tageszeitung Le Temps über die Europapolitik der Schweiz und zur ausländischen Politik. Er ist ein Verfechter des Konzepts einer geregelten Weltordnungspolitik.
Am 15. November 2021 wurde er mit dem Ehrendoktortitel der Philosophischen Fakultät der Universität Freiburg geehrt. Er ist Präsident der Jean und Bluette Nordmann Stiftung, die das Andenken seiner Eltern ehrt. Diese Stiftung vergibt Stipendien für den Austausch zwischen den beiden Universitäten in Freiburg und der Hebräischen Universität Jerusalem.

## Schriften
- La Suisse et l’ONU au XXIe siècle. Editions du Tricorne, Genf 2002, ISBN 2-8293-0235-4.
- Face à la malice des temps. Un regard lucide sur l’action diplomatique (= Quaderni di Dodis – memorie. Band 24). Diplomatische Dokumente der Schweiz, Bern 2025, ISBN 978-3-907261-51-4 (online).